# Śiwapuri
Śiwapuri (hindi शिवपुरी, trl. Śivapurī) – miasto w środkowo-północnych Indiach, w północnej części stanu Madhja Pradeś, około 240 km na północ od stolicy stanu – Bhopalu. Jest siedzibą administracyjną dystryktu.
W 2011 miasto zamieszkiwało 179 977 osób. Mężczyźni stanowili 52,9% populacji, kobiety 47,1%. Umiejętność pisania posiadało 77,84% mieszkańców w przedziale wiekowym od siedmiu lat wzwyż, przy czym odsetek ten był wyższy u mężczyzn – 84,62%. Wśród kobiet wynosił 70,23%. Dzieci do lat sześciu stanowiły 13% ogółu mieszkańców miasta. W strukturze wyznaniowej zdecydowanie przeważali hinduiści – ponad 83%. Islam deklarowało ponad 13,6%. Ponad 2% liczyła społeczność dźinistów.
Nazwa Śiwapuri oznacza „Miasto Śiwy” – jednego z głównych dewów w hinduizmie.